# Acerentulus omoi
Acerentulus omoi är en urinsektsart som beskrevs av Imadaté 1988. Acerentulus omoi ingår i släktet Acerentulus och familjen lönntrevfotingar. Inga underarter finns listade i Catalogue of Life.